# Universidade Jaguelônica
Universidade Jaguelônica (polonês: Uniwersytet Jagielloński, freqüentemente abreviada para UJ) localizada em Cracóvia, Polônia, está classificada dentre as universidades de elite da Europa.
Foi fundada em 1364 por Casimiro III, o Grande como Akademia Krakowska e desde então está entre as mais antigas universidades da Europa e do mundo, a segunda mais antiga da Europa Central (depois da Universidade de Praga). 
A universidade foi conhecida ao longo de grande parte de sua história como Academia Cracóvia, mas no século XIX a universidade foi renomeada para homenagear a Dinastia Jaguelônica de reis poloneses.

## História
Casimiro III percebeu que a nação precisava de uma classe de pessoas instruídas, especialmente advogados, que podiam codificar as leis e administrar os tribunais e cargos de governo no Estado unificado. Ele também observou que o número de paróquias estava aumentando e suas 3 000 escolas estavam com falta de professores. Seus intensos esforços em fundar uma instituição de ensino superior na Polônia foram recompensados em 1364, quando o Papa Urbano V lhe deu a permissão para criar a Academia Cracóvia. Seu desenvolvimento foi protelado pela morte do rei e mais tarde a universidade foi reinstalada (1400) pelo Rei Wladislaus Jagiełło e sua esposa Jadwiga. A rainha doou todas as suas joias pessoais para a universidade, possibilitando com isso a matrícula de 203 estudantes. No fim do século, cerca de 18 000 estudantes, muitos deles estrangeiros, 50% de origem burguesa, tinham passado por seus portões. As faculdades de astronomia, direito e teologia atraíram eminentes estudiosos: por exemplo, Stanisław de Skalbmierz, Paweł Włodkowic, Jan de Głogów, e Albert Brudzewski, que desde 1491 até 1495 foi um dos professores de Nicolau Copérnico.

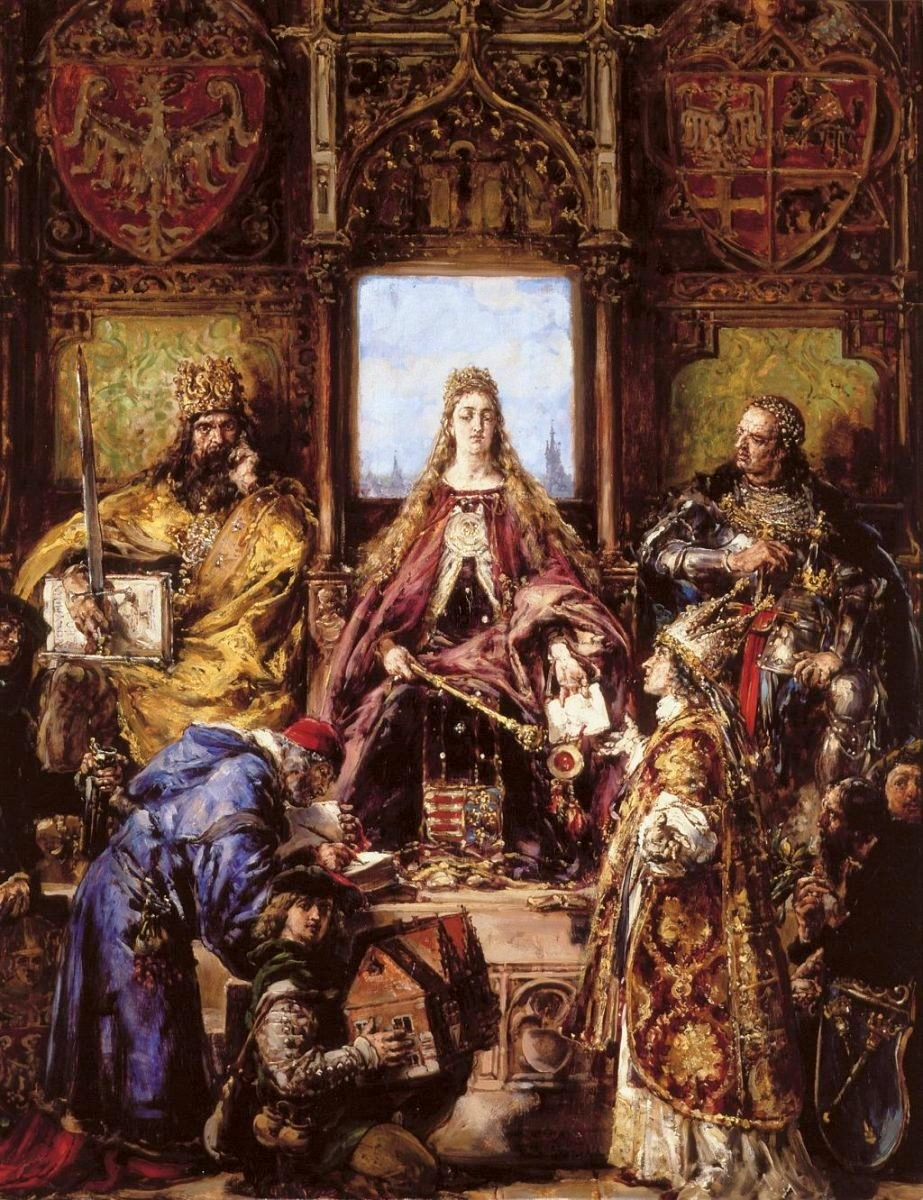
Fundação da Academia, pintura de Jan Matejko

Através da história da Universidade, milhares de estudantes de todos os lugares da Polônia, desde a Lituânia, Rússia, Eslováquia, Hungria, Boêmia, Alemanha e Espanha estudaram lá. Na segunda metade do século XV, mais de 40% dos estudantes da universidade eram formados por pessoas vindas do estrangeiro. Durante vários séculos, toda a elite intelectual da Polônia era educada na Universidade.
O primeiro chanceler da universidade foi Piotr Wysz e os primeiros professores eram tchecos, alemães e poloneses, muitos deles treinados na Universidade de Praga na Boêmia. A universidade e os chanceleres eram integrantes do Concílio de Basileia-Ferrara-Florença. Dos estudantes assistidos cerca de um terço eram poloneses.
Jan Haller estabeleceu uma editora em Cracóvia por volta de 1500. Em 1520 a filosofia grega foi introduzida por Constanzo Claretti, Wenzel von Hirschberg e Libanus; o hebreu também foi ensinado.
A Era dourada da Universidade ocorreu durante a Renascimento polonês, entre 1500 e 1535, quando ela foi freqüentada por 3215 estudantes na primeira década do século XVI - um recorde ainda não superado até o século XVIII.

## Ex-alunos

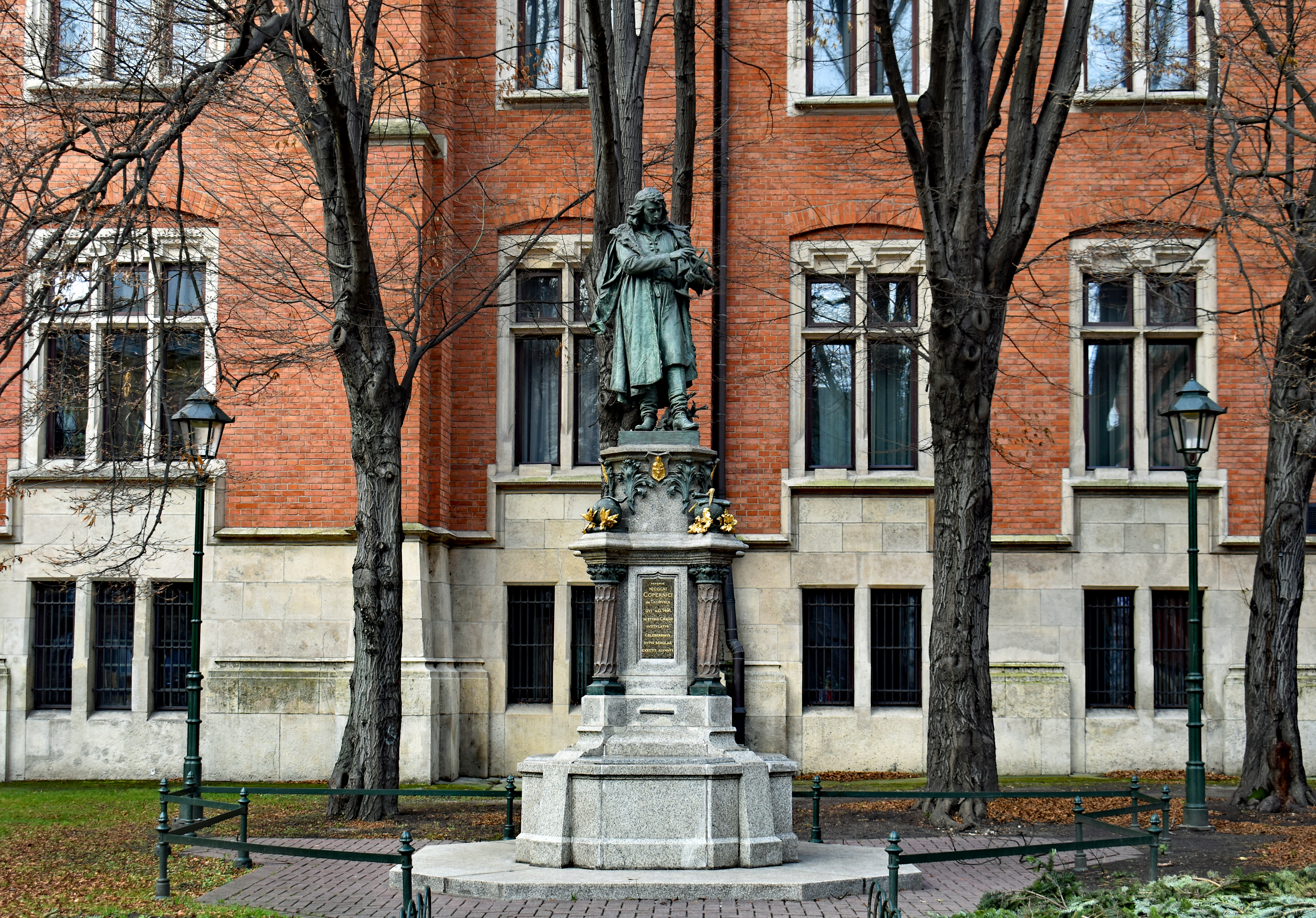
Monumento a Nicolau Copérnico próximo do Collegium Novum (Colégio Novo) da Universidade Jagiellon em Cracóvia.

Personagens históricos famosos relacionados com a Universidade:
- Jan Długosz (1415-1480), historiador
- João de Kolno (1435–1484), explorador
- Nicolau Copérnico (1473-1543), astrônomo, fundador do heliocentrismo
- Francysk Skaryna (1485?-1540?), pioneiro da Língua bielorrussa, o primeiro a imprimir um livro no idioma eslavo oriental
- Andrzej Frycz Modrzewski (1503?-1572), poeta, diplomata e pensador político
- Stanisław Hozjusz (1504-1579), bacharel em artes, cardeal e príncipe-bispo de Warmia
- Marcin Kromer (1512-1589), historiador, um Príncipe-Bispo de Warmia
- Jan Kochanowski (1530-1584), poeta, um dos pioneiros da Língua polonesa
- Cyprian Bazylik (1535-1600), músico, poeta e tradutor.
- Stanisław Koniecpolski (1590?-1646), comandante militar e político, Grão-Hetman da República das Duas Nações
- Jan III Sobieski (1629-1696), líder militar e rei da República das Duas Nações, venceu a Batalha de Viena
- Carl Menger (1840-1921), economista e advogado, fundador da Escola austríaca de economia
- Wacław Sierpiński (1882-1969), matemático
- Henryk Sławik (1894-1944), diplomata, indicado para o Justos entre as nações pelo salvamento de judeus na Segunda Guerra Mundial na Hungria
- Adolf Hyła (1897-1965), pintor
- Tadeusz Pankiewicz (1908-1993), farmacêutico, Justos entre as nações por ajudar os judeus poloneses no Gueto de Cracóvia
- Józef Cyrankiewicz (1911-1989), político comunista, primeiro-ministro da Polônia (1947-1970)
- Antoni Kępiński (1918-1972), psiquiatra
- Papa São João Paulo II (Karol Wojtyła, 1920-2005), poeta, escritor, papa, bispo católico de Roma
- Zbigniew Czajkowski (1921), mestre de esgrima, "Pai da Escola Polonesa" de esgrima
- Stanisław Lem (1921-2006), escritor
- Wisława Szymborska (1923), poeta, Nobel de Literatura (1996)
- Norman Davies (1939), historiador britânico
- Krzysztof Zanussi (1939), diretor de cinema
- Paulo Szot (1969), ator e cantor de ópera internacional

## Professores famosos
- Stanisław de Skarbimierz (1360-1431), reitor, teólogo, advogado
- Paweł Włodkowic (1370-1435), advogado, diplomata e político, representante da Polônia no Concílio de Constança
- Albert Brudzewski (1445-1497), astrônomo e matemático
- Maciej Miechowita (1457-1523), historiador, cronista, geógrafo, médico
- Jan Brożek (1585-1652), matemático, físico e astrônomo
- Walery Jaworski (1849–1924), gastroenterologista.
- Tadeusz Sulimirski (1898-1983), historiador e arqueólogo, especialista nos antigos Sármatas

## Matrículas
Com 41 086 estudantes (2004) e 3 407 cientistas é uma das principais universidades da Polônia.

## Biblioteca
A Biblioteca da Universidade Jaguelônica (Biblioteka Jagiellońska) é uma das maiores do país, com cerca de 5,5 milhões de exemplares. Ela possui uma grande coleção de manuscritos medievais, por exemplo De Revolutionibus de Copérnico ou Codex de Balthasar Behem. 
Também reúne a literatura proibida (chamada de drugi obieg ou samizdat) do período do governo comunista (1945-1989).

## Organização
A universidade é dividida em quinze faculdades:
- Direito e Administração
- Medicina
- Farmácia e Análises Médicas
- Cuidados da Saúde
- Filosofia
- História
- Filologia
- Língua polonesa e Literatura
- Física, Astronomia e Ciência Aplicada à Computação
- Matemática e Ciência da Computação
- Química
- Biologia e Ciências da Terra
- Gerenciamento e Comunicação Social
- Estudos Internacionais e Políticos
- Biotecnologia

Desde o ano 2000 a universidade está construindo um novo complexo de edifícios, chamado de Campus III.